# Еленинская улица (Санкт-Петербург)
Еле́нинская улица — улица в Петроградском районе Санкт-Петербурга. Проходит по Крестовскому острову от Морского к Константиновскому проспекту.

## История
В начале XX века многие улицы на Крестовском острове получили названия по именам владельцев острова — членов семьи князей Белосельских-Белозерских.
С 1904 года Еленинская улица носит имя Елены Павловны, урождённой Бибиковой — супруги князя Эспера Александровича Белосельского-Белозерского.
Елена Павловна была великосветской знакомой Александра Сергеевича Пушкина. Добивалась снисхождения для Жоржа Дантеса после дуэли с Пушкиным.

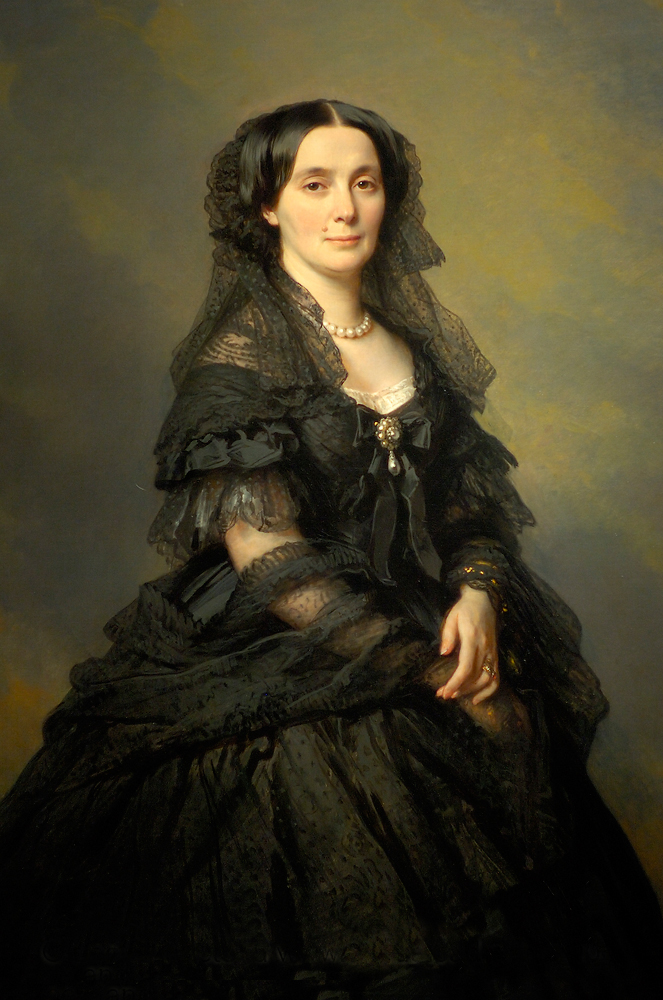
Елена Павловна

## Магистрали
Еленинская улица граничит со следующими магистралями:
| 1. Морской проспект 2. Константиновский проспект |

## Достопримечательности
Рядом с Еленинской улицей находятся:
- Балтийская академия туризма и предпринимательства
- Дельфинарий
- Река Средняя Невка[4]
- Фруктовый сад

## Транспорт
- Метро:
  - Станция «Крестовский остров»
- Автобусы:
  - Остановка «Спортивная улица»: № 10, 14, 25, 220, 227[3]